# Juanulloa ferruginea
Juanulloa ferruginea ist eine Pflanzenart aus der Gattung Juanulloa.

## Beschreibung
Die Blattstiele der Laubblätter von Juanulloa ferruginea sind mit einer innerhalb der Gattung einzigartigen, dichten, rötlich-braunen Behaarung versehen. Die Blätter sind 13 bis 18 cm lang und 5 bis 7,5 cm breit.
Die Blüten stehen an 1 bis 1,5 cm langen Blütenstielen, der Kelch ist 1,5 bis 2 cm lang. Die Krone ist kurz röhrenförmig. Die Kronröhre hat eine Länge von etwa 2,6 cm, an der Basis ist sie nicht verjüngt, an der Spitze ist sie im Gegensatz zu den meisten anderen Arten der Gattung erweitert und mit 7 bis 8 mm langen, zurückgebogenen Kronlappen besetzt. Die Staubblätter stehen in der Mitte der Kronröhre, die 4 mm langen Staubbeutel stehen über die Kronröhre hinaus. Die Theken sind auf etwa 2,5 mm voneinander gespalten.
Die Früchte sind grün gefärbte Beeren.

## Vorkommen
Die Art kommt in Ecuador, Peru und Kolumbien vor.

## Botanische Geschichte
Die Art wurde 1958 von José Cuatrecasas erstbeschrieben. Das Typusexemplar wurde von ihm selbst am 24. November 1940 im Regenwald am Río Putumayo bei Puerto Ospina in einer Höhenlage von 230 m gefunden. Ein Herbarbeleg wird im USA National Herbarium des Smithsonian Institute aufbewahrt.

## Nachweise